# Balkan International Basketball League 2020-2021
La Balkan International Basketball League 2020-2021, chiamata anche DELASPORT Balkan League 2020-2021 per ragioni di sponsorizzazione, è la 13ª edizione della Lega Balcanica.

## Regolamento e formato
All'inizio della competizione l'idea generale era quella di far partecipare 2 squadre per ogni paese (Albania, Bulgaria, Kosovo, Montenegro, Macedonia del Nord e qualunque altro stato della penisola balcanica.
Il 2 ottobre dodici squadre israeliane si iscrissero alla competizione a causa della sospensione della Ligat ha'Al 2020-2021 dovuta alla pandemia di COVID-19 in Israele. In questo modo i club, partecipando ad una competizione europea, potevano continuare la loro attività sportiva nonostante il lockdown in atto nel paese.
Partecipano alla stagione regolare 18 squadre inserite in un cinque girone: quattro gironi da 3 squadre ciascuno con i club israeliani e uno con le sei squadre rimanenti. La regular season è composta da due fasi: nella prima le squadre si incontrano in partite di andata e ritorno; mentre nella seconda fase le migliori due squadre isareliane si uniscono alle migliori quattro dei Balcani, formando due gironi da tre squadre composto da un club israeliano e due dei Balcani. Alla fine i due team meglio classificati accedono alle Final Four insieme alle vincitrici degli scontri diretti tra secondo e terzo classificato.

## Squadre partecipanti
| Israele - Hapoel Be'er Sheva - Hapoel Eilat - Hap. Gilboa G.E. - H. Gerusalemme - Hapoel Haifa - Maccabi Haifa - Bnei Herzliya - Hapoel Holon - Ironi Nahariya - Ironi Nes Ziona - Mac. Rishon LeZion - Hapoel Tel Aviv | Bulgaria - Akademik Plovdiv - Beroe | Macedonia del Nord - Kumanovo - TFT Skopje | Montenegro - Ibar Rožaje - Teodo Tivat |  |

## Regular season

### Gruppo A
|    | Squadra         | G | V | P | PF  | PS  | Dif | P.ti | Qual.    |
| -- | --------------- | - | - | - | --- | --- | --- | ---- | -------- |
| 1. | Hapoel Tel Aviv | 4 | 3 | 1 | 333 | 312 | +21 | 7    | Play-off |
| 2. | Bnei Herzliya   | 4 | 2 | 2 | 90  | 311 | +16 | 6    |          |
| 3. | Hapoel Haifa    | 4 | 1 | 3 | 314 | 351 | -37 | 5    |          |

### Gruppo B
|    | Squadra          | G | V | P | PF  | PS  | Dif | P.ti | Qual.    |
| -- | ---------------- | - | - | - | --- | --- | --- | ---- | -------- |
| 1. | Hap. Gilboa G.E. | 4 | 4 | 0 | 358 | 324 | +34 | 8    | Play-off |
| 2. | Ironi Nahariya   | 4 | 2 | 2 | 334 | 341 | -7  | 6    |          |
| 3. | Maccabi Haifa    | 4 | 0 | 4 | 324 | 351 | -27 | 4    |          |

### Gruppo C
|    | Squadra         | G | V | P | PF  | PS  | Dif | P.ti | Qual.    |
| -- | --------------- | - | - | - | --- | --- | --- | ---- | -------- |
| 1. | Hapoel Holon    | 4 | 4 | 0 | 393 | 330 | +63 | 8    | Play-off |
| 2. | Hapoel Eilat    | 4 | 2 | 2 | 358 | 373 | -15 | 6    |          |
| 3. | Ironi Nes Ziona | 4 | 0 | 4 | 326 | 374 | -48 | 4    |          |

### Gruppo D
|    | Squadra            | G | V | P | PF  | PS  | Dif | P.ti | Qual.    |
| -- | ------------------ | - | - | - | --- | --- | --- | ---- | -------- |
| 1. | Mac. Rishon LeZion | 4 | 3 | 1 | 360 | 346 | +14 | 1    | Play-off |
| 2. | H. Gerusalemme     | 4 | 2 | 2 | 339 | 328 | +11 | 2    |          |
| 3. | Hapoel Be'er Sheva | 4 | 1 | 3 | 323 | 348 | -25 | 0    |          |

### Gruppo E
|    | Squadra          | G  | V | P | PF  | PS  | Dif | P.ti | Qual.         |
| -- | ---------------- | -- | - | - | --- | --- | --- | ---- | ------------- |
| 1. | Akademik Plovdiv | 10 | 8 | 2 | 818 | 800 | +18 | 18   | Secondo turno |
| 2. | Kumanovo         | 10 | 6 | 4 | 824 | 814 | +10 | 16   | Secondo turno |
| 3. | Beroe            | 10 | 5 | 5 | 878 | 803 | +75 | 15   | Secondo turno |
| 4. | TFT Skopje       | 10 | 4 | 6 | 853 | 866 | -13 | 14   | Secondo turno |
| 5. | Teodo Tivat      | 10 | 4 | 6 | 807 | 841 | -34 | 14   |               |
| 6. | Ibar Rožaje      | 10 | 3 | 7 | 750 | 806 | -56 | 13   |               |

## Secondo turno

### Play-off secondo turno
| Squadra 1          | Risultato | Squadra 2        |
| ------------------ | --------- | ---------------- |
| Hapoel Holon       | 77–66     | Hapoel Tel Aviv  |
| Mac. Rishon LeZion | 78–85     | Hap. Gilboa G.E. |

### Sorteggio
Il sorteggio si è svolto il 5 febbraio a Sofia. Le 6 squadre qualificate sono state divise in tre fasce in base al loro paese di provenienza, perché squadre appartenenti alla stessa federazione non possono essere sorteggiate nello stesso gruppo.
| Team                      |
| ------------------------- |
| Hapoel Holon              |
| Hapoel Gilboa Galil Elyon |

| Team             |
| ---------------- |
| Akademik Plovdiv |
| Beroe            |

| Team       |
| ---------- |
| Kumanovo   |
| TFT Skopje |

### Gruppo F
|    | Squadra          | G | V | P | PF  | PS  | Dif | P.ti | Qual.      |
| -- | ---------------- | - | - | - | --- | --- | --- | ---- | ---------- |
| 1. | Hap. Gilboa G.E. | 4 | 3 | 1 | 369 | 282 | +87 | 7    | Final Four |
| 2. | Beroe            | 4 | 3 | 1 | 321 | 343 | -22 | 7    | Final Four |
| 3. | TFT Skopje       | 4 | 0 | 4 | 312 | 377 | -65 | 4    |            |

### Gruppo G
|    | Squadra          | G | V | P | PF  | PS  | Dif | P.ti | Qual.      |
| -- | ---------------- | - | - | - | --- | --- | --- | ---- | ---------- |
| 1. | Hapoel Holon     | 4 | 4 | 0 | 373 | 333 | +40 | 8    | Final Four |
| 2. | Akademik Plovdiv | 4 | 2 | 2 | 346 | 330 | +16 | 6    | Final Four |
| 3. | Kumanovo         | 4 | 0 | 4 | 308 | 364 | -56 | 4    |            |

## Final Four
|  | Semifinali       | Semifinali       | Semifinali       |                  |              | Finale             | Finale             | Finale             |  |
|  |                  |                  |                  |                  |              |                    |                    |                    |  |
|  | Hapoel Holon     | Hapoel Holon     | 81               |                  |              |                    |                    |                    |  |
|  | Hapoel Holon     | Hapoel Holon     | 81               |                  |              |                    |                    |                    |  |
|  | Hap. Gilboa G.E. | Hap. Gilboa G.E. | 77               |                  |              |                    |                    |                    |  |
|  | Hap. Gilboa G.E. | Hap. Gilboa G.E. | 77               |                  | Hapoel Holon | Hapoel Holon       | 91                 |                    |  |
|  |                  |                  |                  |                  | Hapoel Holon | Hapoel Holon       | 91                 |                    |  |
|  |                  |                  | Akademik Plovdiv | Akademik Plovdiv | 75           |                    |                    |                    |  |
|  | Beroe            | Beroe            | Akademik Plovdiv | Akademik Plovdiv | 75           | 62                 |                    |                    |  |
|  | Beroe            | Beroe            |                  |                  |              | 62                 |                    |                    |  |
|  | Akademik Plovdiv | Akademik Plovdiv | 66               |                  |              | Finale terzo posto | Finale terzo posto | Finale terzo posto |  |
|  | Akademik Plovdiv | Akademik Plovdiv | 66               |                  |              |                    |                    |                    |  |
|  |                  |                  |                  |                  |              |                    |                    |                    |  |
|  |                  |                  |                  |                  |              | Hap. Gilboa G.E.   | Hap. Gilboa G.E.   | 84                 |  |
|  |                  |                  |                  |                  |              | Hap. Gilboa G.E.   | Hap. Gilboa G.E.   | 84                 |  |
|  |                  |                  |                  |                  |              | Beroe              | Beroe              | 67                 |  |

### Finale
| Arbitri: | Ognjen Jokić Aleksandar Milojevik Ofer Manheim |

| |            | |
| McGee 20 | Punti      | 18 Tomić |
| Pnini 6 | Assist     | 11 Carson |
| Miles 8 | Rimbalzi   | 7 Gugino |
| 2 Workman• 8 Bourdillon• 14 De Zeeuw• 25 McGee• 77 Sestina 4 Johnson• 7 Zach• 9 Brandwein• 10 Pnini• 11 Harris• 32 Miles• 44 Misgav | Formazioni | 3 Vučica• 7 Carson• 8 Nikolov• 10 Bačev• 14 Tomić 4 Sotirov• 5 Titkov• 6 Sekulov• 23 Bojanov• 25 Minkov• 33 Mihov• 40 Gugino |
| Stefanos Dedas | Allenatori | Jordan Jankov |

## Squadra vincitrice
|    | Naz.                                        | Ruolo | Sportivo             | Anno | Alt. | Peso | Note |
| -- | ------------------------------------------- | ----- | -------------------- | ---- | ---- | ---- | ---- |
| 2  | Stati Uniti (bandiera) · Israele (bandiera) | AP    | Willy Workman        | 1990 | 198  | 88   |      |
| 4  | Stati Uniti (bandiera)                      | AP    | Chris Johnson        | 1990 | 198  | 93   |      |
| 5  | Stati Uniti (bandiera) · Israele (bandiera) | AC    | Richard Howell       | 1990 | 203  | 113  |      |
| 7  | Israele (bandiera)                          | AG    | Tal Zach             | 1997 | 208  | 88   |      |
| 8  | Francia (bandiera) · Israele (bandiera)     | PG    | Frédéric Bourdillon  | 1991 | 193  | 86   |      |
| 9  | Israele (bandiera)                          | P     | Oded Brandwein       | 1988 | 179  |      |      |
| 10 | Israele (bandiera)                          | AP    | Guy Pnini            | 1983 | 201  | 97   |      |
| 11 | Stati Uniti (bandiera)                      | G     | C.J. Harris          | 1991 | 191  | 86   |      |
| 14 | Belgio (bandiera)                           | AG    | Maxime De Zeeuw      | 1987 | 206  | 115  |      |
| 18 | Israele (bandiera)                          | P     | Aviel Ne'eman Tzedek | 1998 | 180  | 70   |      |
| 21 | Israele (bandiera)                          | G     | Ofek Fogelman        | 2002 | 186  | 83   |      |
| 24 | Israele (bandiera)                          | P     | Yogev Ohayon         | 1987 | 189  | 86   |      |
| 25 | Stati Uniti (bandiera)                      | G     | Tyrus McGee          | 1991 | 188  | 90   |      |
| 32 | Stati Uniti (bandiera)                      | A     | Isaiah Miles         | 1994 | 201  | 103  |      |
| 44 | Israele (bandiera)                          | P     | Niv Misgav           | 1995 | 181  | 80   |      |
| 77 | Stati Uniti (bandiera)                      | AC    | Nate Sestina         | 1997 | 206  | 106  |      |
|    | Grecia (bandiera)                           | ALL   | Stefanos Dedas       |      |      |      |      |